# Polinianum
Polinianum (łac. Polinianensis) – stolica historycznej diecezji we Włoszech w Apulii, sufragania metropolii Bari. Współcześnie miejscowość Polignano a Mare w południowych Włoszech. Obecnie katolickie biskupstwo tytularne. 

## Historia
Diecezja Polinianum utworzona została w VII wieku i istniała do roku 1818, kiedy to papież Pius VII bullą De utiliori zlikwidował ją, włączając do diecezji Monopoli. W latach 1540–1541 administratorem apostolskim Polinianum był Giovanni Maria Ciocchi del Monte, wybrany w 1555 papieżem (Juliusz III). W 1968 papież Paweł VI przywrócił Polinianum jako stolicę tytularną.

## Biskupi tytularni
| Lp. | Biskup                | Funkcja                                                        | Od               | Do               |
| --- | --------------------- | -------------------------------------------------------------- | ---------------- | ---------------- |
| 1   | Paul Francis Anderson | biskup koadiutor Duluth (USA)                                  | 19 lipca 1968    | 30 kwietnia 1969 |
| 2   | Joseph John Ruocco    | biskup pomocniczy Bostonu (USA)                                | 28 grudnia 1974  | 26 lipca 1980    |
| 3   | Janusz Zimniak        | biskup pomocniczy katowicki biskup pomocniczy bielsko-żywiecki | 25 września 1980 | 24 maja 2024     |
| 4   | Giuseppe Laterza      | nuncjusz apostolski                                            | 28 maja 2024     |                  |